# Rogers Cup 2008

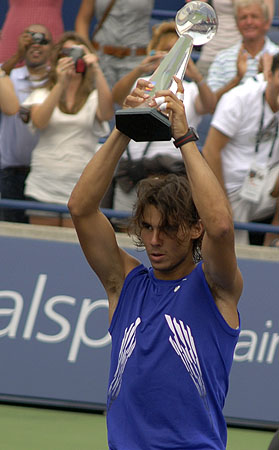
Переможець в одиночному розряді Рафаель Надаль

Canada Masters 2008 (також відомий під назвою Rogers Masters 2008 і Rogers Cup 2008 за назвою спонсора) — тенісний турнір, що проходив на відкритих кортах з твердим покриттям. Це був 119-й за ліком Мастерс Канада серед чоловіків і 107-й - серед жінок. Належав до серії ATP Masters в рамках Туру ATP 2008, а також до серії Tier I в рамках Туру WTA 2008. Чоловічий турнір відбувся в Rexall Centre у Торонто (Канада) з 19 до 27 липня 2008 року, а жіночий - на Uniprix Stadium в Монреалі (Канада) з 26 липня до 3 серпня 2008 року. Змагання відбулись на два тижні раніше, ніж зазвичай, через те, що традиційна дата збіглась із Олімпійськими іграми 2008.

## Фінальна частина

### Одиночний розряд, чоловіки
Рафаель Надаль —  Ніколас Кіфер 6–3, 6–2
- Для Надаля це був 7-й титул за сезон і 30-й - за кар'єру. Це був його 3-й титул Мастерс за сезон, 12-й загалом, і друга перемога на цьому турнірі.

### Одиночний розряд, жінки
Дінара Сафіна —  Домініка Цібулкова 6–2, 6–1
- Для Сафіної це був 3-й титул за сезон і 8-й - за кар'єру. Це був її 2-й титул Tier I за сезон і за кар'єру.

### Парний розряд, чоловіки
Деніел Нестор /  Ненад Зімоньїч —  Боб Браян /  Майк Браян 6–2, 4–6, [10–6]

### Парний розряд, жінки
Кара Блек /  Лізель Губер —  Марія Кириленко /  Флавія Пеннетта 6–1, 6–1